# Anfiteatro de Mérida
O Anfiteatro de Mérida é um antigo anfiteatro romano localizado em Mérida, Espanha.
O anfiteatro foi inaugurado no ano 8 a.C. Tem uma forma oval e uma capacidade para 14 000 pessoas. Era destinado a lutas entre gladiadores e a corridas. O anfiteatro é composto por seis partes principais: a arena (coberta de areia), onde se davam as lutas e corridas; o local destinado às feras e aos apedrejos dos gladiadores; os corredores (passagens); a spolania, local destinado aos gladiadores; o podium, onde se recebiam os prémios; os corredores de entrada e saída, que eram destinados a combates de gladiadores. O anfiteatro é ainda composto por três anéis, um fosso e as bancadas para os espetadores, nas quais uma parte era reservada às autoridades que patrocinavam os espetáculos e outra às entidades políticas da cidade. Este monumento esteve subterrado durante centenas de anos e só há algumas décadas é que foi descoberto, embora infelizmente tivesse a parte de cima destruída.
O anfiteatro faz parte do Conjunto Arqueológico de Mérida, um dos maiores conjuntos arqueológicos de Espanha e que foi declarado Património Mundial pela UNESCO em 1993.